# 에오티리스
에오티리스(Eothyris)는 에오티리스과에 딸린 멸종한 속이다. 식충성 단궁류였으며, 오에달레오프스와 계통상 가까운 관계이다. 속 아래 한 종 에오티리스 파르케이(Eothyris parkeyi)가 속해 있다. 텍사스의 벨레 평원 지층에서 두개골만 한 개 발견되었다. 페름기 초기 아르틴스키절 시대의 생물이다. 두개골 길이는 약 2.25 인치(5.7 센티미터)이다.